# European Film Awards 2008
La 21ª edizione della cerimonia di premiazione dei European Film Awards si è tenuta il 6 dicembre 2008 a Copenaghen, Danimarca.

## Vincitori e candidati
Vengono di seguito indicati in grassetto i vincitori.
Ove ricorrente e disponibile, viene indicato il titolo in lingua italiana e quello in lingua originale tra parentesi.
Miglior film
- Gomorra, regia di Matteo Garrone ( Italia)
- Il divo, regia di Paolo Sorrentino ( Italia)
- La classe - Entre les murs (Entre les murs), regia di Laurent Cantet ( Francia)
- La felicità porta fortuna - Happy-Go-Lucky (Happy-Go-Lucky), regia di Mike Leigh ( Regno Unito)
- The Orphanage (El orfanato), regia di Juan Antonio Bayona ( Spagna)
- Valzer con Bashir (Waltz with Bashir), regia di Ari Folman ( Israele)

Miglior attore
- Toni Servillo - Gomorra e Il divo
- Michael Fassbender - Hunger
- Thure Lindhardt e Mads Mikkelsen - L'ombra del nemico (Flammen & Citronen)
- James McAvoy - Espiazione (Atonement)
- Jürgen Vogel - L'onda (Die Welle)
- Elmar Wepper - Kirschblüten - Hanami (Kirschbluten - Hanami)

Miglior attrice
- Kristin Scott Thomas - Ti amerò sempre (Il y a longtemps que je t'aime)
- Hiam Abbass - Il giardino di limoni (Etz Limon)
- Arta Dobroshi - Il matrimonio di Lorna (Le silence de Lorna)
- Sally Hawkins - La felicità porta fortuna - Happy-Go-Lucky (Happy-Go-Lucky)
- Belén Rueda - The Orphanage (El orfanato)
- Ursula Werner - Settimo cielo (Wolke 9)

Miglior regista
- Matteo Garrone - Gomorra
- Laurent Cantet - La classe - Entre les murs (Entre les murs)
- Andreas Dresen - Settimo cielo (Wolke 9)
- Ari Folman - Valzer con Bashir (Waltz with Bashir)
- Steve McQueen - Hunger
- Paolo Sorrentino - Il divo

Miglior rivelazione
- Steve McQueen - Hunger
- Aida Begić - Snow (Snieg)
- Seyfi Teoman  - Tatil kitabi
- Sergej Dvorcevoj - Tulpan - La ragazza che non c'era (Tjulʹpán)

Miglior sceneggiatura
- Maurizio Braucci, Ugo Chiti, Gianni Di Gregorio, Matteo Garrone, Massimo Gaudioso e Roberto Saviano - Gomorra
- Suha Arraf e Eran Riklis - Il giardino di limoni - Lemon Tree (Etz Limon)
- Ari Folman - Valzer con Bashir (Waltz with Bashir)
- Paolo Sorrentino - Il divo

Miglior fotografia
- Marco Onorato - Gomorra
- Luca Bigazzi - Il divo
- Oscar Faura - The Orphanage (El orfanato)
- Sergej Trofimov e Rogier Stoffers - Mongol

Miglior colonna sonora
- Max Richter - Valzer con Bashir (Waltz with Bashir)
- Tuur Florizoone - Moscow, Belgium (Aanrijding in Moscou)
- Dario Marianelli - Espiazione (Atonement)
- Fernando Velázquez - The Orphanage (El orfanato)

Miglior realizzazione
- Magdalena Biedrzycka[1] - Katyn
- Márton Ágh[2] - Delta
- Petter Fladeby[3] - O'Horten
- Laurence Briaud[4] - Racconto di Natale (Un conte de Noël)

Miglior documentario
- René, regia di Helena Trestikova
- Durakovo - Le village des fous, regia di Nino Kirtadzé
- Fados, regia di Carlos Saura
- Kinder - Wie die zeit vergeht, regia di Thomas Heise
- La mère, regia di Antoine Cattin e Pavel Kostomarov
- Man on Wire, regia di James Marsh
- Naufragés des Andes, regia di Gonzalo Arijón
- Obcan Václav Havel, regia di Pavel Koutecký e Miroslav Janek
- Pyhän kirjan varjo, regia di Arto Halonen
- The Dictator Hunter, regia di Klaartje Quirijns

Miglior cortometraggio
- Frankie, regia di Darren Thornton
- The Apology Line, regia di James Lees
- Joy, regia di Christine Molloy
- Love You More, regia di Sam Taylor Wood
- De Onbaatzuchtigen, regia di Koen Dejaegher
- The Pearce Sisters, regia di Luis Cook
- Procrastination, regia di Johnny Kelly
- Raak, regia di Hanro Smitsman
- Smáfuglar, regia di Rúnar Rúnarsson
- Time is Running Out, regia di Marc Reisbig
- Tolerantia, regia di Ivan Ramadan
- Türelem, regia di László Nemes
- Uguns, regia di Laila Pakalnina
- Un bisou pour le monde, regia di Cyril Paris

Premio FIPRESCI
- Cous cous (La graine et le mulet), regia di Abdel Kechiche ( Francia)

Premio del pubblico al miglior film europeo
- Harry Potter e l'Ordine della Fenice' (Harry Potter and the Order of the Phoenix), regia di David Yates
- Arn - L'ultimo cavaliere (Arn - Tempelriddaren), regia di Peter Flinth
- Espiazione (Atonement), regia di Joe Wright
- Ben X, regia di Nic Balthazar
- Giù al Nord (Bienvenue chez les Ch'tis), regia di Dany Boon
- Ensemble, c'est tout, regia di Claude Berri
- 300 ore per innamorarsi (Keinohrhasen), regia di Til Schweiger
- Mongol, regia di Sergej Bodrov
- The Orphanage (El orfanato), regia di Juan Antonio Bayona
- Saturno contro, regia di Ferzan Özpetek
- L'onda (Die Welle), regia di Dennis Gansel
- Rec, regia di Jaume Balagueró e Paco Plaza

Premio alla carriera
- Judi Dench

Miglior contributo europeo al cinema mondiale
- Søren Kragh-Jacobsen, Kristian Levring, Lars von Trier e Thomas Vinterberg fondatori del Dogma 95

 Miglior co-produttore europeo 
- Bettina Brokemper  e Vibeke Windeløv